# Liste der Monuments historiques in Mormant
Die Liste der Monuments historiques in Mormant führt die Monuments historiques in der französischen Gemeinde Mormant auf.

## Liste der Bauwerke
| Bezeichnung                 | Beschreibung | Standort                          | Kennzeichnung | Schutzstatus | Datum | Bild           |
| --------------------------- | ------------ | --------------------------------- | ------------- | ------------ | ----- | -------------- |
| Borne fleurdelysée n°25     |              | Route nationale 19 (Lage)         | PA00087149    | Classé       | 1964  | weitere Bilder |
| Borne fleurdelysée n°26     |              | 158, rue Charles de Gaulle (Lage) | PA00087149    | Classé       | 1964  | weitere Bilder |
| Kirche St-Germain-d’Auxerre |              | Lady (Lage)                       | PA00087150    | Inscrit      | 1941  | weitere Bilder |

## Liste der Objekte
Zum Verständnis siehe: Kirchenausstattung
- Monuments historiques (Objekte) in Mormant in der Base Palissy des französischen Kultusministeriums